# Canobbio
Canobbio (lmo. Canöbi) − miejscowość i gmina w południowej Szwajcarii, w kantonie Ticino, w okręgu (distretto) Lugano, w powiecie (circolo) Vezia. Leży nad rzeką Cassarate.

## Demografia
W Canobbio mieszka 2 320 osób. W 2021 roku 27,9% populacji gminy stanowiły osoby urodzone poza Szwajcarią. 

## Transport
Przez teren gminy przebiega droga główna nr 402.